# Termitoonops apicarquieri
Termitoonops apicarquieri là một loài nhện trong họ Oonopidae.
Loài này thuộc chi Termitoonops. Termitoonops apicarquieri được P. L. G. Benoit miêu tả năm 1975.